# Lithonia
Lithonia es una ciudad ubicada en el condado de DeKalb en el estado estadounidense de Georgia. En el censo de 2020, su población era de 2,662 habitantes y una densidad poblacional de 1,107.78 personas por km².

## Demografía
En el 2000 la renta per cápita promedia del hogar era de $23,397, y el ingreso promedio para una familia era de $24,792. El ingreso per cápita para la localidad era de $10,605. Los hombres tenían un ingreso per cápita de $27,500 contra $23,788 para las mujeres.

## Geografía
Lithonia se encuentra ubicado en las coordenadas 33°42′46″N 84°6′21″O / 33.71278, -84.10583 (33.712658, -84.105897). 
Según la Oficina del Censo, la localidad tiene un área total de 2 km² (0,8 mi²), de la cual 2 km² (0,8 mi²) es tierra y 0 km² (0 mi²) (0.00%) es agua.